# Proiectul Diabolo

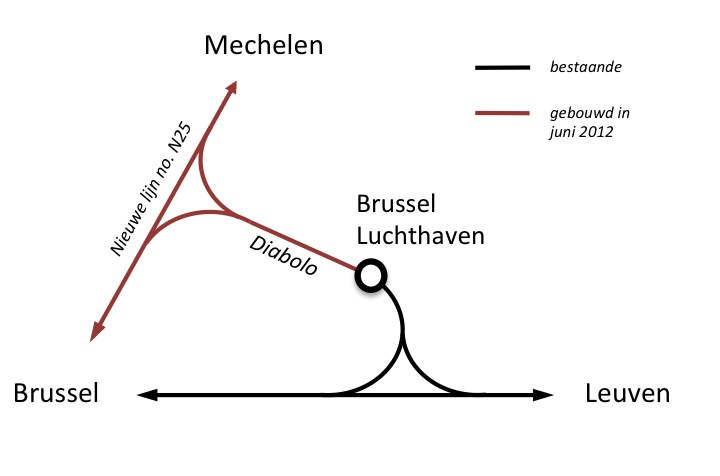
Schema simplificată a proiectului.

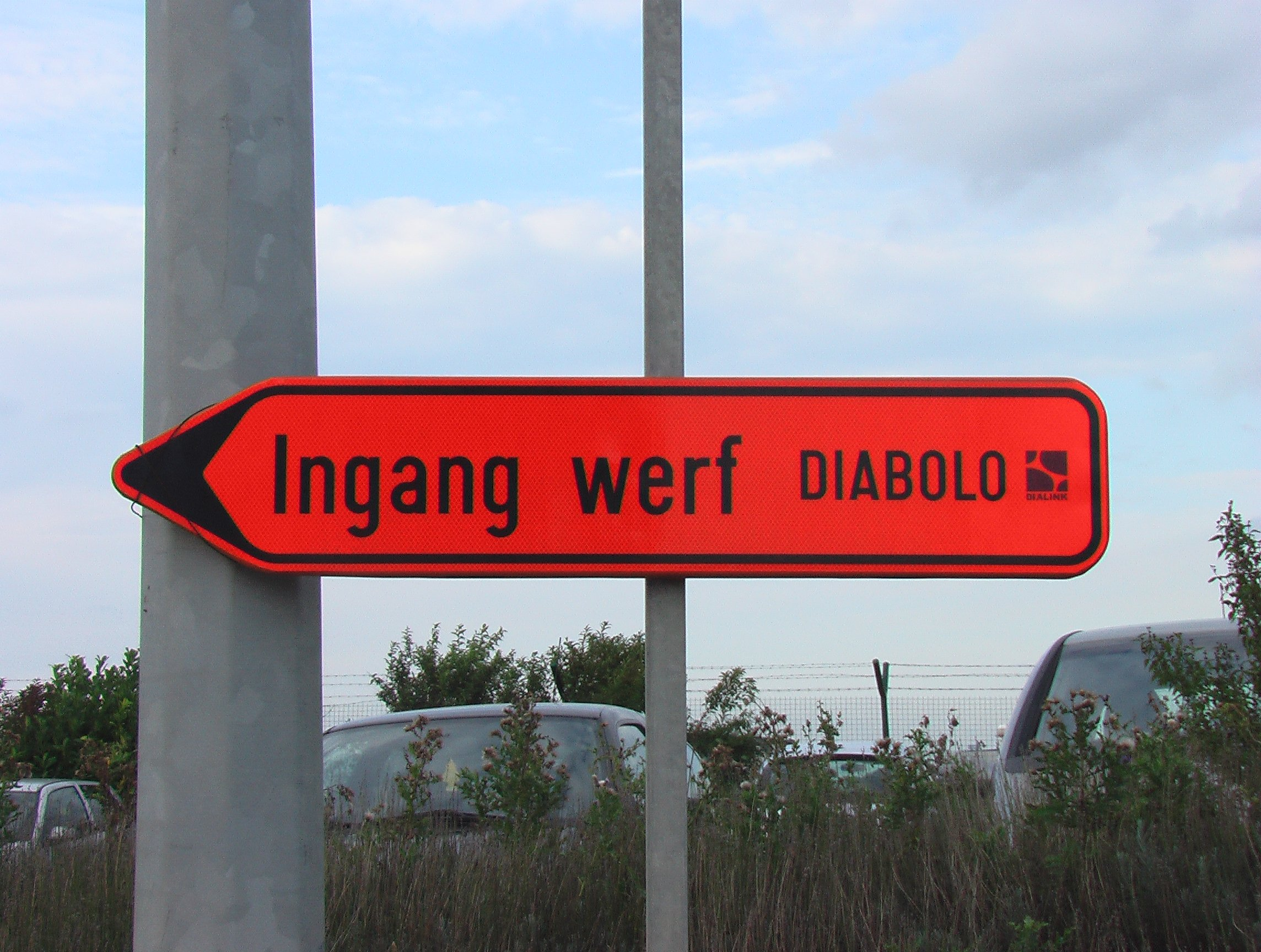
Semnalizare de șantier în zona aeroportului Brussels Airport.

Proiectul Diabolo a fost o investiție a gestionarului belgian de infrastructură feroviară Infrabel pentru realizarea unei legături nordice a aeroportului național Brussels Airport cu rețeaua de cale ferată a regatului. Anterior, gara din aeroport era una înfundată, accesul putându-se face doar dinspre Bruxelles via Zaventem. În urma acestei investiții, gara conectează acum în mod direct aeroportul cu axele principale ale rețelei feroviare belgiene și cu diverse orașe europene (Amsterdam, Paris și Frankfurt). Astfel, se poate ajunge pe calea ferată la aeroport venind dinspre Antwerpen / Mechelen, dinspre Hasselt / Leuven și dinspre Bruxelles, via Zaventem sau via Vilvoorde.
În comunicările oficiale, Infrabel consideră ca făcând parte din Proiectul Diabolo atât construcția liniei 25N și a conexiunii feroviare de nord dintre aeroport și Linia 25N, cât și a racordului Nossegem, chiar dacă acesta a fost pus în exploatare cu mulți ani înainte de Proiectul Diabolo propriu-zis.
Pe 7 iunie 2012, Proiectul Diabolo a fost inaugurat în prezența Regelui Albert al II-lea, aflat la bordul unui tren special care a parcurs noul tunel de cale ferată. La sosirea în gara aeroportului, regele a tăiat în mod simbolic o panglică inaugurală.
Pe 10 iunie 2012 a circulat primul tren direct între Mechelen și aeroportul Brussels Airport.

## Nume
Numele proiectului face referire la obiectul de jonglat Diabolo, deoarece conexiunea feroviară, cu cele patru arce ale sale, are aproximativ aceeași formă.

## Componentele proiectului

### Racordul Nossegem
Racordul (sau curba) Nossegem (în neerlandeză Bocht van Nossegem, în franceză La courbe de Nossegem) este o porțiune de cale ferată care permite trenurilor să circule de la aeroport direct spre Leuven și Hasselt, fără să se întoarcă mai întâi spre Bruxelles. Racordul a fost pus în funcțiune pe 11 decembrie 2005 și scurtează durata unei călătorii între aeroportul din Zaventem și Leuven la circa 15 minute, față de aproape o oră, cât era anterior.
Deși realizat într-o fază anterioară Proiectului Diabolo, racordul Nossegem este totuși considerat parte a acestuia.

### Linia 25N

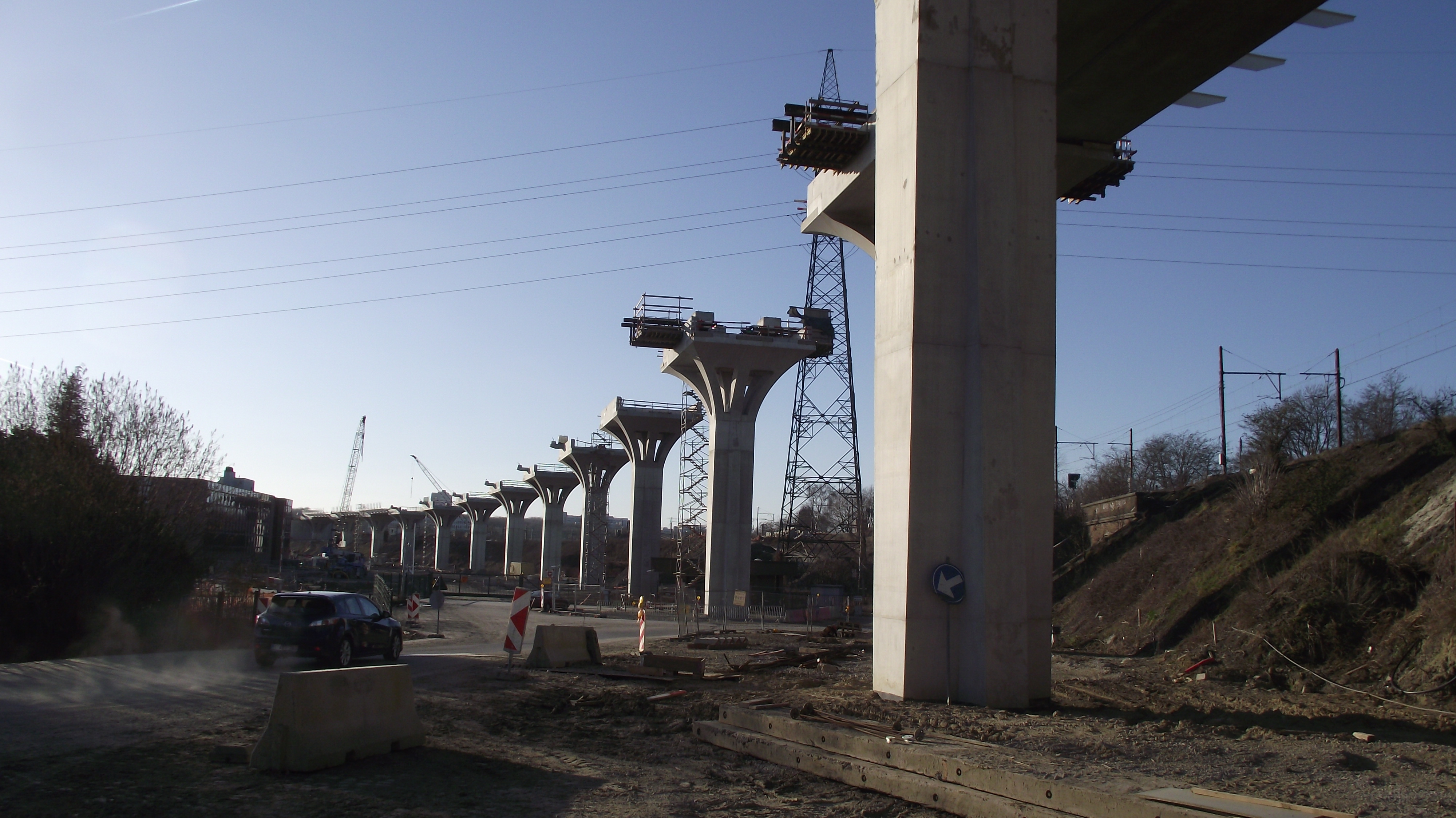
Viaduct în construcție în Haren, la nord de depoul Infrabel din Schaarbeek.

Noua linie de cale ferată 25N dintre Schaarbeek și Mechelen, construită în zona mediană a autostrăzii A1/E19 care face legătura între Bruxelles și Mechelen, a fost finanțată în întregime de Infrabel. Costurile s-au cifrat la 250 milioane de euro. Totuși, Uniunea Europeană a intervenit și ea prin intermediul unei subsidii pentru construcția rețelei belgiene de linii de mare viteză. În perioada 2004-2007 au fost alocate 3 milioane de euro, la care s-au adăugat încă 15 milioane în perioada 2007-2013.
Linia 25N pornește de la Schaarbeek, unde se desprinde din vechea linie 36N. Linia traversează tot depoul Infrabel din Haren și ajunge la nodul rutier Machelen, de unde continuă în zona mediană foarte spațioasă a A1/E19 (Hartă), între cele două sensuri de mers. Chiar înainte de ieșirea 10 Mechelen-Sud de pe autostrada A1/E19, linia 25N părăsește zona mediană prin intermediul unui viaduct  peste sensul de mers spre Antwerpen și se conectează cu liniile existente 25 și 27 către Gara Mechelen (Hartă). Construcția terasamentului a început în iulie 2007. 
Noua linie 25N este echipată cu sistemul european de siguranță feroviară ETCS.

### Conexiunea de nord

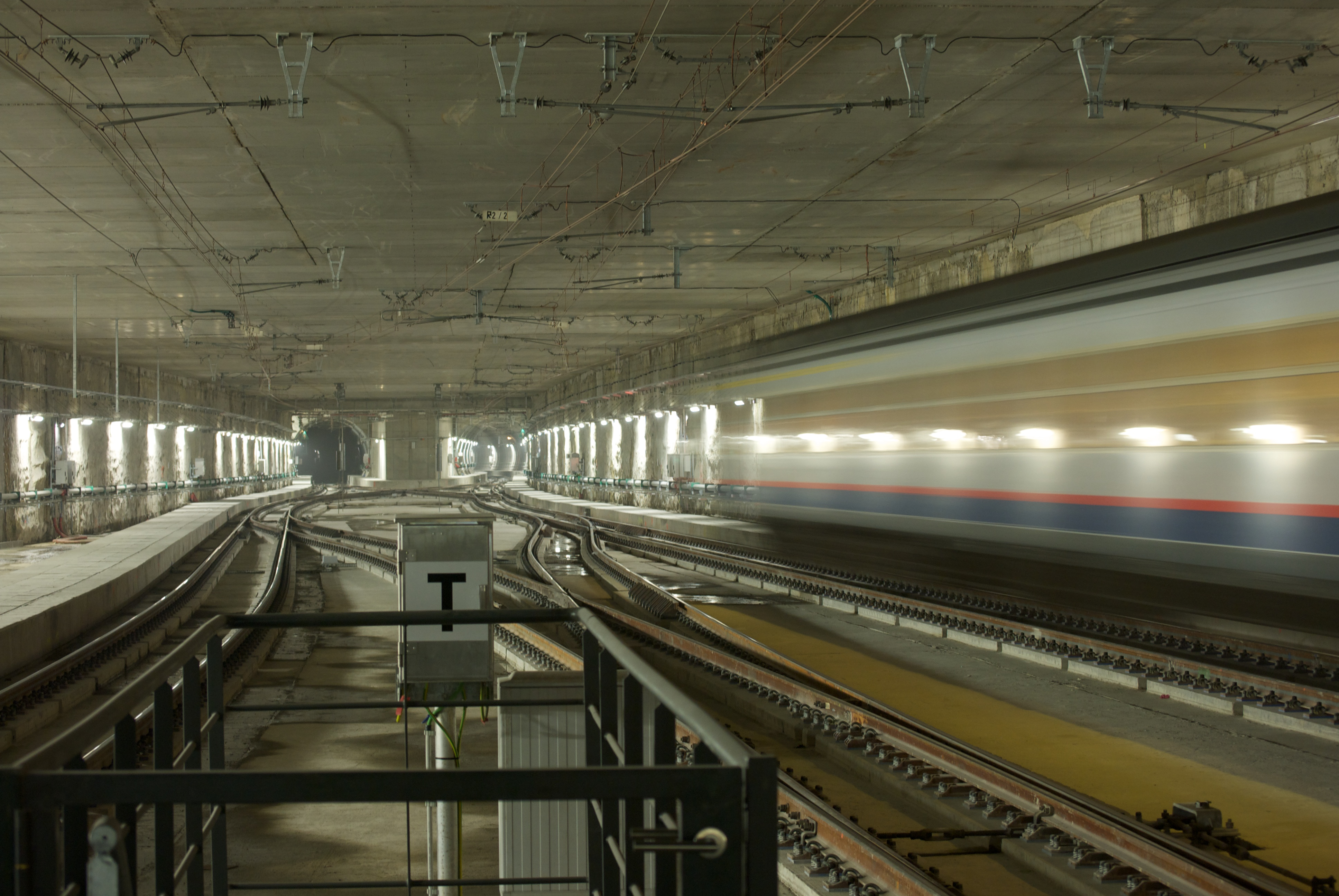
Tunelul Diabolo văzut de pe peronul Gării Brussels Airport.

Pentru realizarea acestei conexiuni, Linia 36C a fost prelungită de la Gara Brussels Airport-Zaventem până la linia 25N prin intermediul unui tunel.
Construcția a fost finanțată prin intermediul unui parteneriat public-privat (PPP) care a fost semnat pe 28 septembrie 2007. Deținătorul de infrastructură s-a asociat cu partenerii privați Babcock & Brown și HSH Nordbank AG, iar lucrările au început în octombrie 2007.
Conform înțelegerii, structura privată Northern Diabolo nv a fost însărcinată cu construcția, finanțarea și întreținerea infrastructurii pe terenul cuprins între aeroport și autostrada E19. Realizarea infrastructurii a presupus prelungirea stației existente, forarea a două tuburi de tunel separate de câte 1070 de metri fiecare pe sub terenul aeroportului, traversarea subterană a Brucargo și conexiunea cu linia 25N. Această conexiune s-a făcut cu ajutorul a două racorduri curbe subterane, unul în direcția Bruxelles, celălalt în direcția Mechelen, prin intermediul cărora linia a urcat la suprafață direct în zona mediană a autostrăzii A1/E19, în dreptul ieșirii 12 Vilvoorde/Brucargo (Hartă). 
Pe 14 ianuarie 2009, utilajul de tip TBM pentru forat tuneluri, în lungime de 65 de metri, a fost demontat în Machelen după extragerea din galerie. Primul din cele două tuneluri cu diametrul exterior de 8 metri a fost forat între martie și iunie 2009, iar cel de-al doilea între august și noiembrie 2009. Forarea la o adâncime de 16,5 metri sub nivelul pistelor a permis ca activitățile curente ale aeroportului să nu fie perturbate.

## Costuri

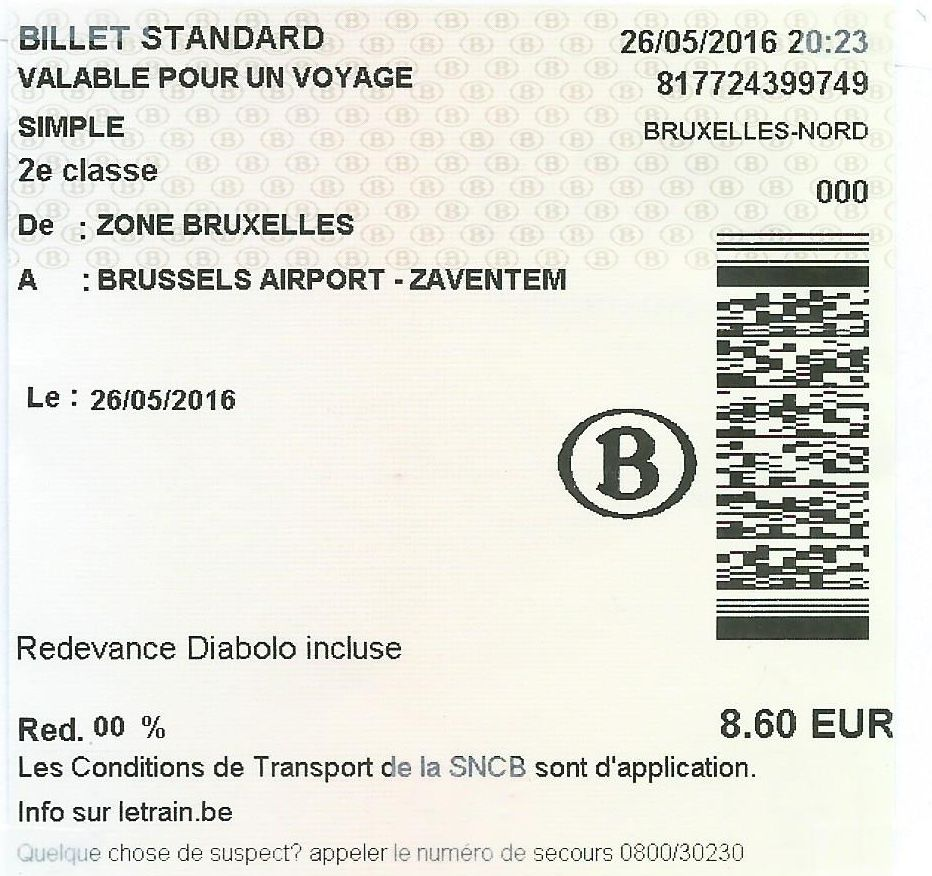
„Redevența Diabolo inclusă”, mesaj notat pe biletul de tren spre gara Brussels Airport.

Costul total al construcției a fost estimat la 290 milioane de euro.
Pentru o perioadă de 35 de ani, începând din 2012, constructorul se va ocupa de gestionarea și întreținerea lucrării. Deoarece au contribuit la construcție și și-au asumat riscurile investiției (respectarea bugetului și a termenului de execuție), partenerii privați ai Infrabel sunt îndreptățiți, conform contractului, la o parte din veniturile obținute în urma exploatării liniei.

### Redevența Diabolo
La sfârșitul perioadei de 35 de ani, deci în 2047, consorțiul privat va preda linia către Infrabel în schimbul unei sume simbolice. În perioada de 35 de ani, Northern Diabolo nv va primi o sumă anuală în schimbul finanțării, participării la construcție și întreținerii liniei. Această compensare, stabilită prin legea din 30 aprilie 2007, consistă dintr-o componentă fixă de 9 milioane €, care este indexată anual, și două componente variabile: 0,5% din veniturile obținute de statul belgian de pe urma traficului de călători din Belgia, plus o sumă de 3,80 € de la fiecare pasager care folosește noua conexiune feroviară spre și dinspre Brussels Airport. Aceasta din urmă sumă, intitulată „Redevența Diabolo”, este și ea indexabilă și exclude în mod explicit traficul de tranzit prin stația de la aeroport. Ulterior, suma de 3,80 € a fost majorată la 4,10 €, apoi la 4.44 €. Pe 1 februarie 2014 taxa a fost din nou crescută până la valoarea de 5.07 € per pasager. O nouă scumpire a ridicat valoarea taxei la 5,14 € per pasager, apoi la 5,25 €. 
Creșterile repetate ale taxei pot fi parțial imputate unei clauze din contractul de parteneriat dintre Infrabel și Northern Diabolo nv. Această clauză le permite partenerilor privați ai Infrabel să se compenseze dacă numărul de pasageri anual se cifrează sub valorile estimate anterior. Spre exemplu, circa 1,68 milioane de pasageri au tranzitat linia în anul 2013, față de o estimare la data semnării contractului de 2,2 milioane. Deoarece diferența între real și estimare a depășit procentul de 15% stabilit prin contract, compania privată a putut majora prețul Redevenței Diabolo.
În cazul în care diferența între real și estimare depășește procentul de 25%, compania privată are dreptul să returneze tunelul în gestiunea Infrabel pentru un cost estimat la 1 miliard €.
Graficul de mai jos înfățișează creșterea redevenței începând din anul 2009, când a fost prima dată aplicată:
Există unele categorii de călători care nu sunt obligate să plătească Redevența Diabolo. Este vorba de deținătorii unui titlu de călătorie de tip domiciliu-loc de muncă, mai precis de persoanele care lucrează în aeroport și ale căror companii le asigură astfel de abonamente. De asemenea, pasagerii care folosesc trenurile care tranzitează aeroportul, dar nu coboară în gară, sunt scutiți de plata acestei taxe. Pentru a se asigura că nimeni nu profită în mod ilegal de această excepție, de la 1 iunie 2015, Gara Brussels Airport-Zaventem a fost echipată cu portaluri de acces. Orice călător care vrea să intre sau să iasă din stație trebuie să-și scaneze biletul pentru a i se permite accesul.
Deoarece pasagerii care călătoresc gratuit pe liniile NMBS/SNCB reprezintă o scădere a veniturilor în raport cu această taxă, statul belgian compensează NMBS/SNCB pentru dreptul de utilizare a tronsonului Diabolo. Această compensație anuală este indicată în graficul de mai jos în euro, la valoarea din anul 2008: